# Riva del Garda
Riva del Garda (già Riva, Ripa in latino, Rìva in dialetto locale) è un comune italiano di 17 790 abitanti della provincia autonoma di Trento che fa parte della Comunità Alto Garda e Ledro.
È un centro turistico e climatico internazionale che si affaccia sul Lago di Garda, già importante località commerciale in epoca romana è entrato a far parte del Regno d'Italia nel 1919, dopo la fine della prima guerra mondiale.

## Geografia fisica

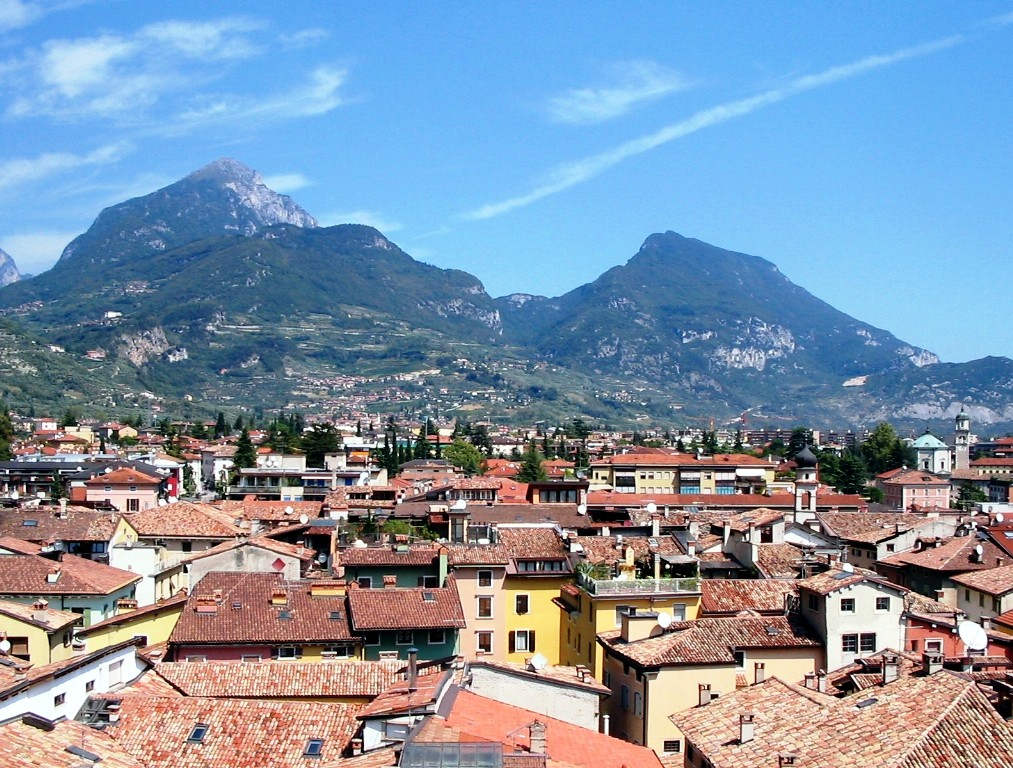
Veduta di Riva del Garda dalla torre Apponale.

### Clima
Il clima di Riva del Garda è quello tipico delle zone prealpine, ma la vicina presenza del lago di Garda si evidenzia climaticamente in particolare nel regime ed intensità delle brezze locali.
L'inverno è relativamente freddo ma con valori di umidità piuttosto contenuti; la stagione vede le precipitazioni più basse tra tutte e quattro quelle annuali, ma comunque più copiose rispetto alle zone più interne delle Alpi.
La neve non è fenomeno raro, anche se negli ultimi 30-35 anni, come in tutte le zone di bassa quota del Norditalia, si è fatta sempre più sporadica e scarsa, complice il riscaldamento climatico in atto da alcuni decenni; l'episodio nevoso probabilmente più ricordato ed abbondante degli ultimi 100 anni è stata sicuramente la nevicata del 1985,  ma si ricordano altre nevicate abbondanti come quella del Natale 1938 (quasi un metro di neve portato da due episodi fra 20-21 e 23-24 dicembre), il mezzometro del 3-4 febbraio 1947 e del 26-27 gennaio 2006 e nevicate da 30–40 cm come le due del gennaio-febbraio 1978, quella del 21-22 dicembre 1981 e la recente nevicata del 28 dicembre 2020, quando in appena una dozzina di ore sono caduti oltre 35 cm di neve fresca.
Come accennato, negli ultimi 30 anni si è assistito ad un continuo mitigarsi delle temperature invernali ed un rialzo del caldo durante le estati: le medie minime e massime storiche di gennaio sono -1° e +5°, mentre i valori di luglio sono +17° e +27°; in entrambi i casi i valori degli ultimi 20 anni si sono rialzati di circa 1° rispetto ai decenni precedenti.
L'estate è solitamente piuttosto calda ma raramente afosa o torrida, in particolare nelle ore pomeridiane grazie alla brezza proveniente dal lago (la famosa "Ora") che trasporta nell'entroterra l'aria più fresca presente sopra la superficie lacustre; non sono rari i pomeriggi dove si possono trovare 33º/34º a Trento e Rovereto mentre Riva registra 27°/28°.
Le precipitazioni sono piuttosto frequenti ma durano solitamente poche ore, sotto forma di brevi acquazzoni e temporali pomeridiani o serali/notturni.
L'autunno è mediamente la stagioni più ricca di pioggia, non tanto come numero di giorni (maggiore fra maggio ed agosto), quanto come quantità; in questa stagione sono infatti abbastanza comuni i casi di perturbazioni di scirocco o libeccio, che scaricano una grande quantità di umidità del mar Mediterraneo contro le Prealpi e le Alpi; solitamente si hanno 2-3 giorni consecutivi di pioggia insistente, con accumuli anche nell'ordine dei 60–80 mm giornalieri.

#### Venti
I principali venti del lago di Garda che interessano la zona di Riva sono l'Òra (da sud), il Ponale (vento episodico da SW quando arriva un temporale dalla Val di Ledro/Tremalzo) e il Balinòt (proveniente dalla valle di Ballino e dal tennese).
Vi è poi il "Vent", una brezza da nord che colpisce solamente la zona di Torbole, tanto che non sono rare le notti invernali dove a Torbole si registrino +2º con vento secco e umidità bassa, mentre a Riva ed Arco vi siano valori da -1º a -4º con brina abbondante; il fenomeno spiega anche la crescita del noto e prelibato "Broccolo di Torbole"  esclusivamente nella zona torbolana.

## Storia

### Preistoria
I primi insediamenti nel territorio di Riva del Garda risalgono al Neolitico, e più precisamente all'età del bronzo e all'età del ferro.
Un sito sembra essere quello nella località di San Giacomo, che fu probabilmente un luogo di culto.

### Primi insediamenti storici ed epoca romana
Nel periodo pre-romano la zona fu certamente abitata ma i ritrovamenti archeologici relativi a quel periodo non permettono di definire con precisione né se la sua popolazione fosse retica o gallica né di avere ricostruzioni attendibili del villaggio. Probabilmente furono interessate popolazioni dei Benacenses, dei Sabini dei Galli Cenomani e non sono da scartare neppure legami con gli etruschi, forse arrivati dalla Pianura Padana in seguito al calare di stirpi galliche (celtiche) attraverso le montagne lombarde.
Le prime notizie certe in epoca romana riguardo a Riva (Ripa) la descrivono aggregata al municipium di Brescia.
Di epoca romana numerosi ritrovamenti, si sa che a Ripa esisteva un collegio nautico e che un certo Metellio, tribuno militare, fece costruire qualcosa (forse un castello) nella parte più alta della cittadina, località detta in loco "Marocco" (sasso).
Importanti scavi presso il Monte San Martino (o Luna), nei pressi della frazione di Campi, hanno messo in luce un villaggio-santuario fortificato di epoca preromana e romana, abbandonato successivamente probabilmente perché identificato come "pagano", anche se nei pressi per secoli funzionerà la chiesetta di S.Martino, assai venerato in epoca longobarda. Sono state poi rinvenute anche le rovine della antiche terme romane, esempio quindi di una stabilita e duratura presenza romana a Riva.

### Periodo medievale
Caduto l'Impero romano, Riva passa di mano più volte seguendo dominazioni di Goti, Longobardi e Franchi.
Successivamente entrerà nella sfera d'influenza del Principe Vescovo di Trento, pur rimanendo un libero comune con statuti propri. Seguono i periodi di dominazione Scaligera veronese, Viscontea, Veneziana, alternata a periodi di dominio del Principe vescovo di Trento. Nel 1440, nelle acque davanti a Riva del Garda la flotta veneziana sconfisse le navi dei Visconti e dei Gonzaga.
Dei veneziani è la costruzione del Bastione, edificato agli inizi del Cinquecento sopra una preesistente fortificazione medioevale, sul dosso detto dei Germandri. Nei pressi, sopra il colle (castelliere preistorico) di Santa Maria Maddalena, resiste al tempo l'antica omonima chiesetta, e il torrione (a sua volta utilizzato come chiesetta) di San Giovanni in località Pinza, lungo la secolare strada che collegava Riva al Bresciano, via Campi/Trat/val di Ledro.
Nei pressi del valico di Trat (punta La Rocca) si trovano i resti del piccolo castello costruito dai Rivani nel Medioevo proprio per controllare il passaggio. Nei suoi pressi (valle dei Morti) si svolse una furiosa battaglia tra Viscontei e Veneziani.
Dal secolo XVII Riva del Garda farà costantemente parte del Principato Vescovile di Trento, seguendo le sorti del Trentino dal dominio napoleonico a quello asburgico sino al passaggio all'Italia nel 1919.

### Secoli XVII,  XVIII e XIX

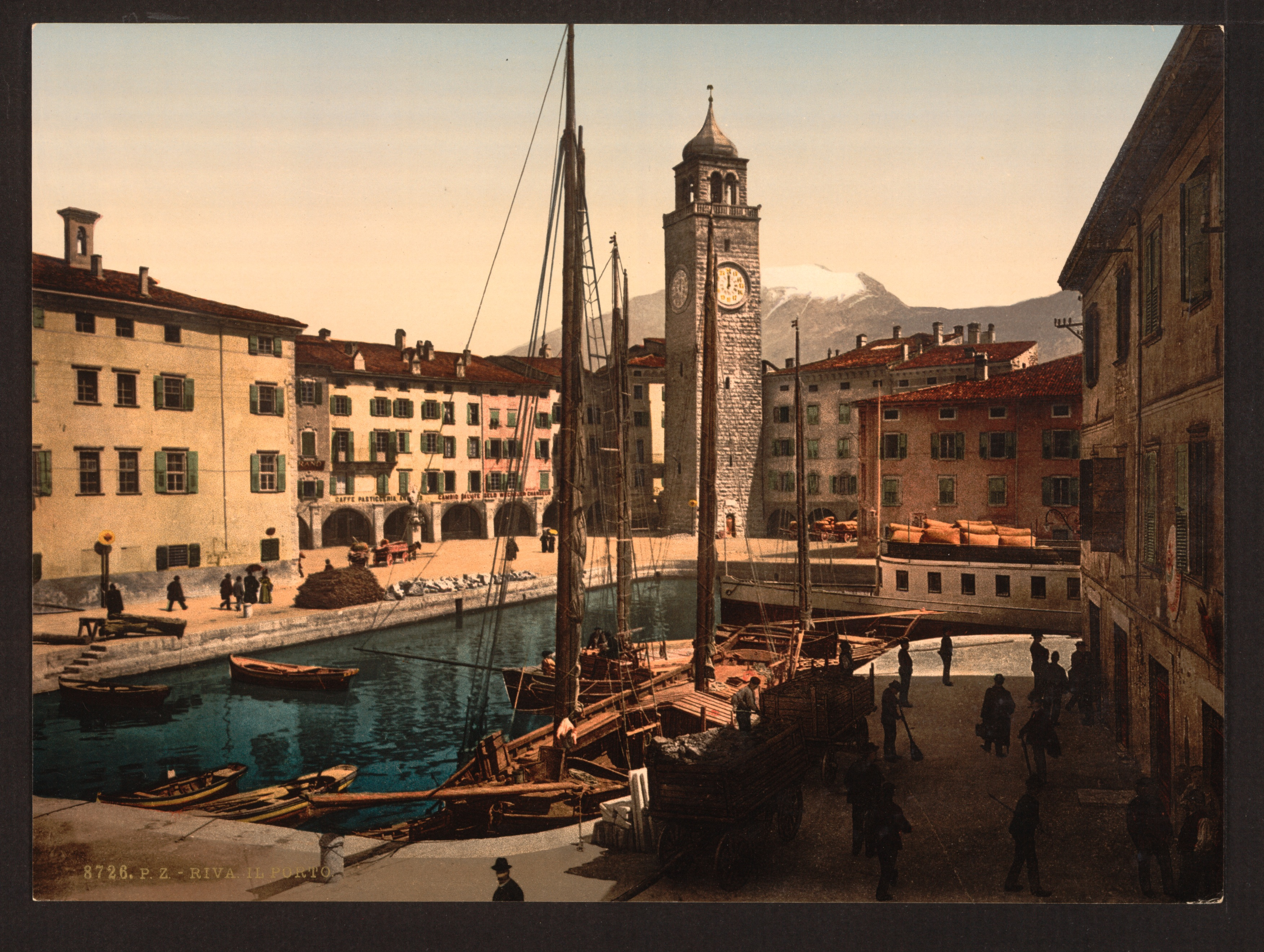
Riva tra il 1890 e il 1900

Durante il periodo austro-ungarico, la città divenne, oltre che centro turistico, anche quartier generale della flottiglia militare della K.u.k Kriegsmarine sul lago di Garda.
La città e il circondario furono anche fortificati dagli austriaci (ancora oggi sono visibili e in buone condizioni i fortini posti a guardia del porto e sovrastanti il paese nonché i forti eretti sul monte Brione e sulla Strada del Ponale, tutti parte del Subrayon III di Riva), divenendo un caposaldo mai espugnato dal Regio Esercito Italiano, fino alla ritirata dell'Esercito imperiale alla fine della prima guerra mondiale nel novembre del 1918.

### Secoli XX e XXI
Nel corso della seconda guerra mondiale, dopo l'armistizio dell'8 settembre 1943, Riva viene de facto annessa al Terzo Reich nell'ambito dell'Alpenvorland, un'entità territoriale comprendente le provincie di Trento, Bolzano e Belluno. Il confine tra i comuni di Riva e Limone nel periodo 1943-1945 rappresenta quindi la frontiera tra la zona sotto il diretto controllo della Germania nazista e la Repubblica Sociale Italiana (RSI), la cosiddetta Repubblica di Salò. In tale contesto, si sviluppa nel Basso Sarca un importante movimento clandestino di Resistenza, in collegamento con Trento e Rovereto. Tra le figure di spicco di tale movimento, emergono Giannantonio Manci, Gastone Franchetti e Dante Dassatti. Traditi da Fiore Lutterotti, che si è infiltrato nelle Brigate Fiamme Verdi di Franchetti e lavora come informatore della polizia nazista, all'alba del 28 giugno 1944 il gruppo partigiano è vittima di una spietata repressione con barbari assassini, arresti, torture e fucilazioni. In totale, i nazisti assassinarono 16 persone, tra cui i rivani Eugenio Impera (studente, 19 anni), Enrico Meroni (studente, 20 anni), Angelo Gambaretto (carabiniere, 29 anni), Augusto Betta (trasportatore, 45 anni), Remo Ballardini (52 anni, morto a seguito delle sevizie subite) e lo stesso Gastone Franchetti (24 anni, fucilato a Bolzano). Il comune di Riva ha intitolato a questi morti una via, Viale dei Martiri del 28 giugno.
La denominazione ufficiale del comune fino al 1969 era "Riva".

### Simboli
Lo stemma comunale è stato riconosciuto con decreto del capo del governo del 12 febbraio 1928.

## Monumenti e luoghi d'interesse

### Architetture religiose

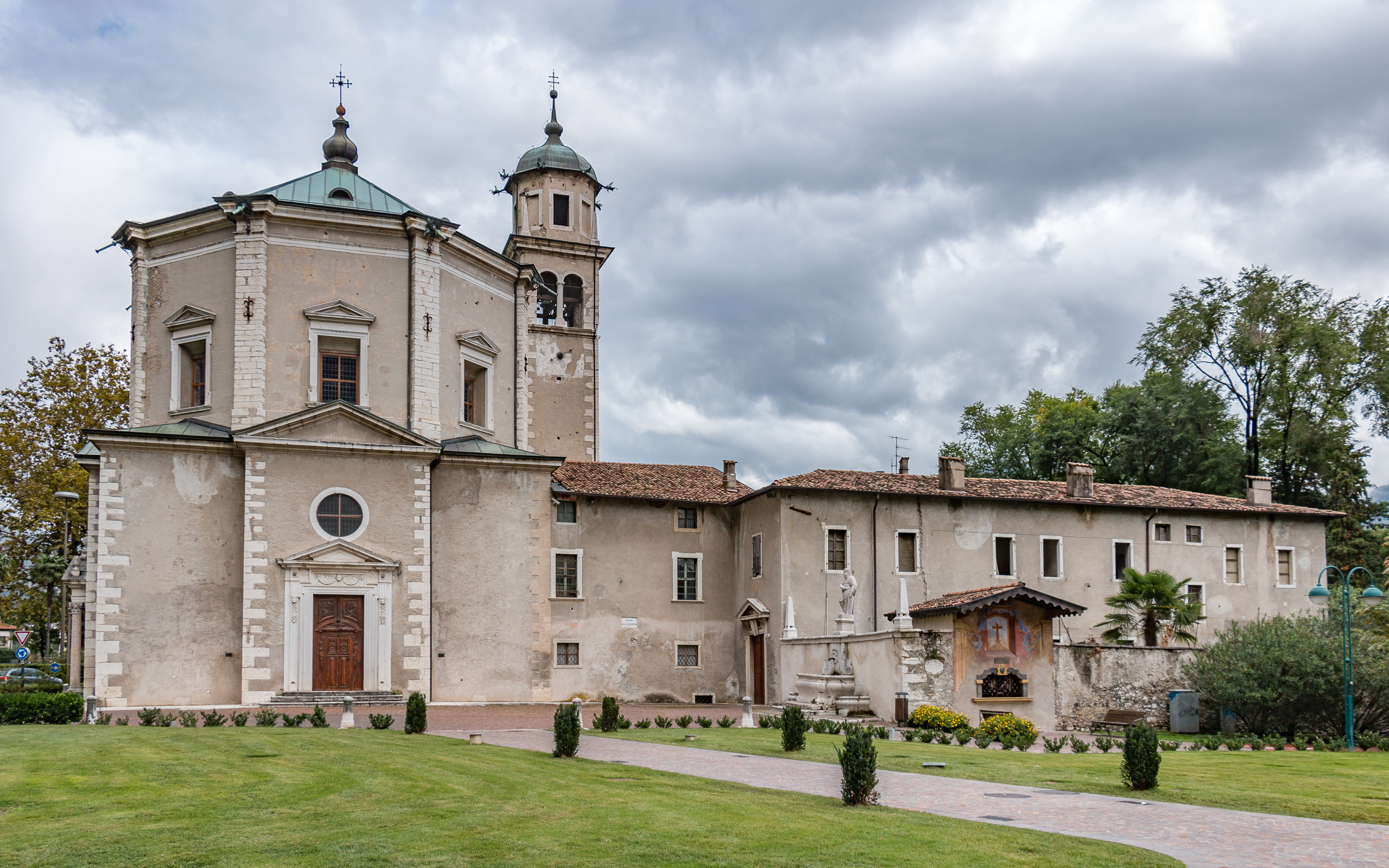
Chiesa dell'Inviolata.

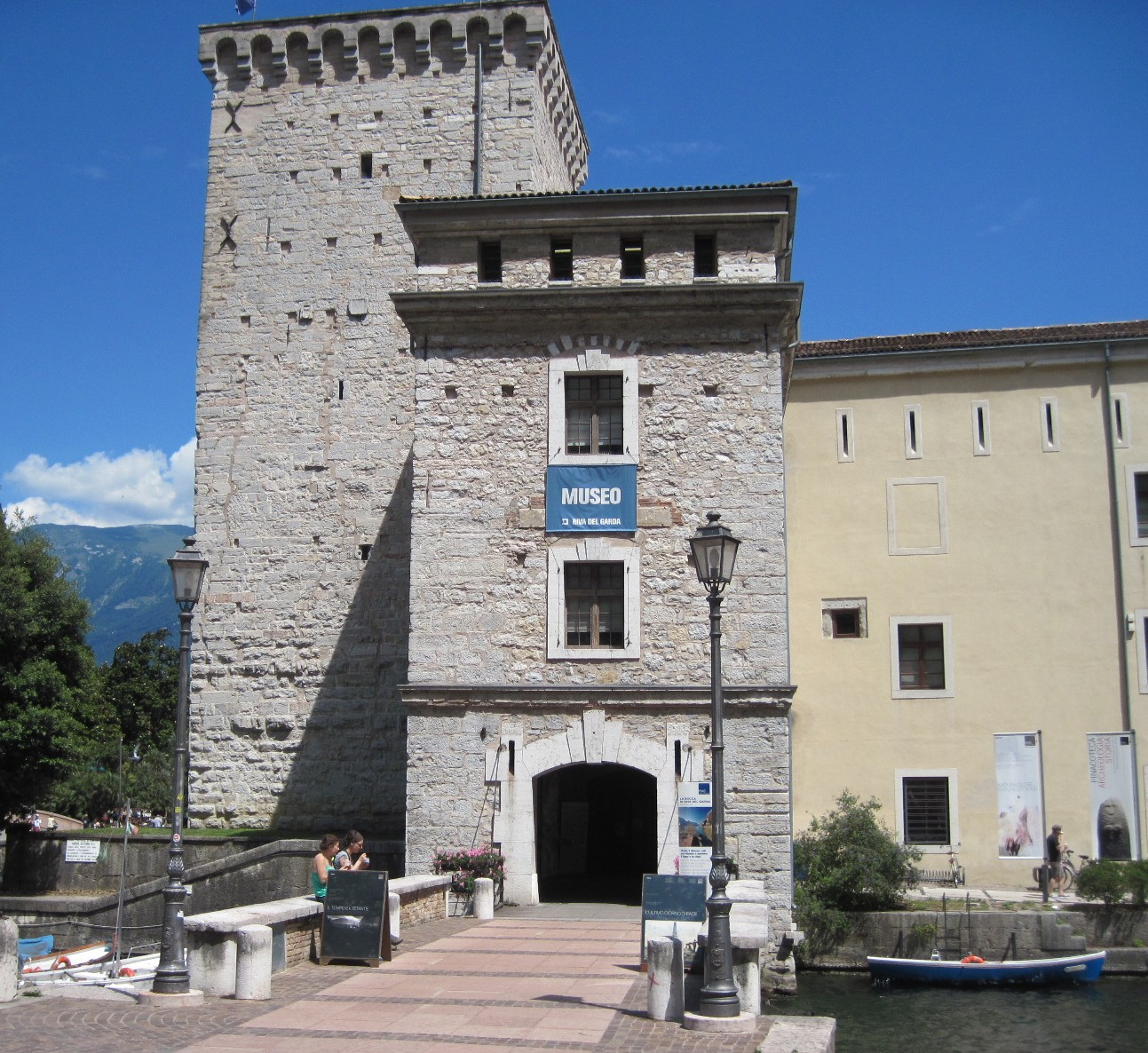
Rocca di Riva del Garda sede del MAG Museo Alto Garda

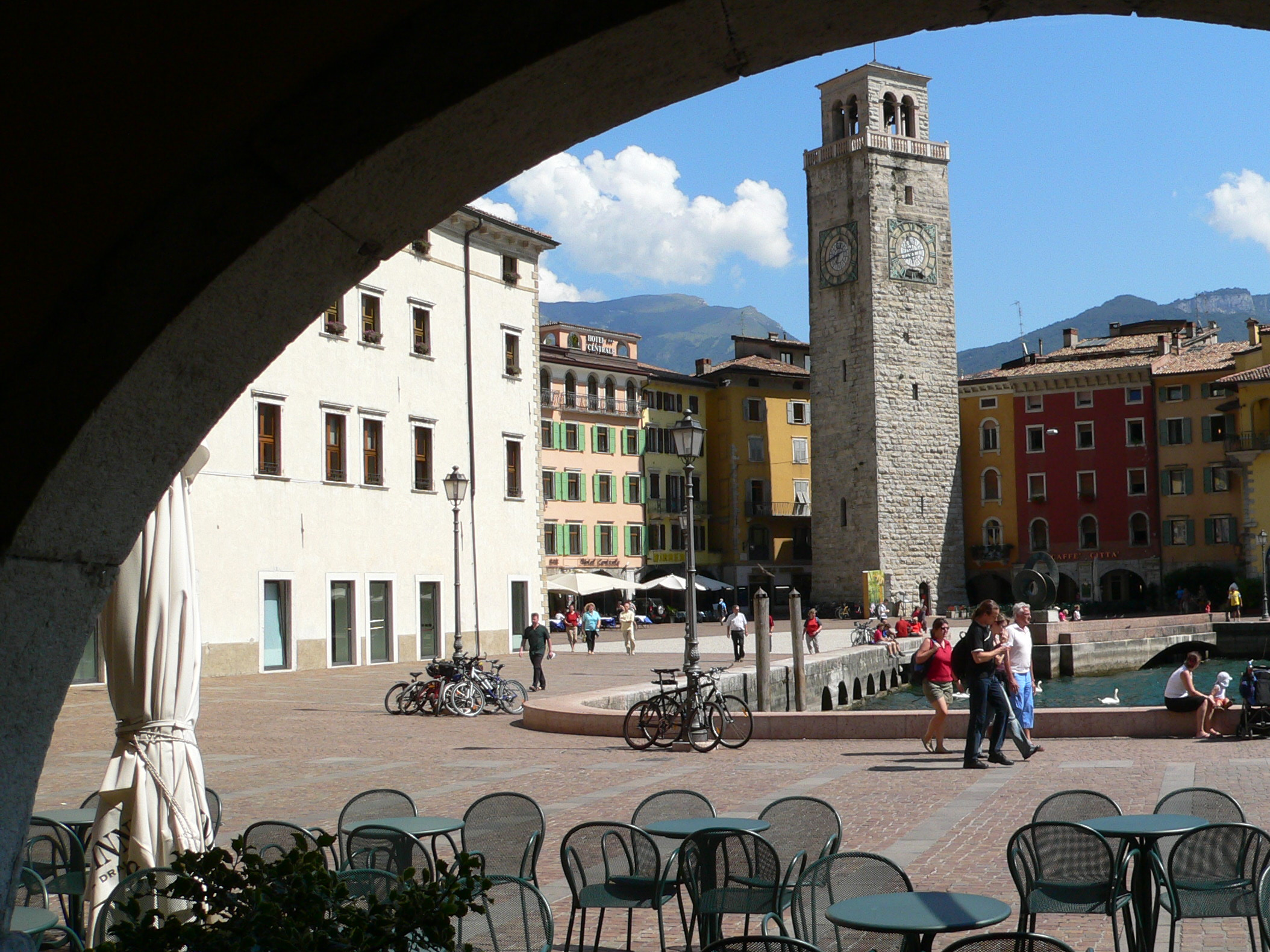
Piazza Tre novembre con la torre Apponale.

- Chiesa di Santa Maria Assunta, arcipretale.
- Chiesa dell'Inviolata. A pianta centrale e con l'interno decorato in stile barocco, la tradizione vuole progettata da un architetto portoghese.
- Porta di San Giuseppe, un tempo chiesa di San Giuseppe ed ora ridotta a passaggio stradale. Rappresenta uno dei più antichi edifici religiosi della città.
- Chiesa di San Rocco, risalente al XVI secolo, nella zona del rione Marocco e vicina al municipio.
- Chiesa di San Tommaso di Canterbury in località San Tommaso.
- Chiesa di San Giorgio nella frazione di Pregasina.
- Chiesa di San Rocco nuova, parrocchiale nella frazione di Campi.
- Chiesa di San Rocco vecchia, sussidiaria nella frazione di Campi.
- Chiesa dell'Annunciazione di Maria nella frazione di Varone.
- Chiesa di Sant'Alessandro, nella frazione di Sant'Alessandro.
- Chiesa di Santa Maria Maddalena sul monte Rocchetta.
- Chiesa di San Giovanni Battista sul monte Rocchetta, in rovina.

### Architetture civili
- Palazzo Pretorio, del 1375. Sotto la loggia ospita lapidi romane, medioevali e moderne.
- Porte nelle mura medioevali.
- Torre Apponale, prospiciente il porto.
- Centrale idroelettrica del Ponale, hotel Sole, complesso della Spiaggia degli Olivi, piazza San Rocco e asilo infantile. Tutte opere dell'architetto rivano Giancarlo Maroni, noto per il suo progetto più famoso, il Vittoriale di Gabriele D'Annunzio a Gardone Riviera.
- Villino Campi, in stile liberty, appartenuto a Luigi de Campi e dal secondo decennio del XXI secolo divenuto Centro di valorizzazione scientifica del Garda.

### Architetture militari
- Rocca di Riva del Garda, fortezza sul lago del XII secolo circondata da canale con ponte un tempo levatoio. La Rocca è sede del MAG Museo Alto Garda.[12]
- Bastione, fortezza veneziana costruita sulle pendici del monte Rocchetta a una altezza di circa 160 m.
- Forte Garda, una delle fortificazioni austriache al confine italiano, posta sul monte Brione
- Forte San Nicolò, sotto il monte Brione vicino al porto.
- Forte Sant'Alessandro
- Batteria di mezzo
- Tagliata del Ponale, posta sull'omonima strada che collegava Riva con la Valle di Ledro, poi trasformato in sentiero.

### Altro
Essendo località turistica sono molti i punti di interesse nelle vicinanze di Riva. Dal lago di Tenno (6 km a nord), si gode di un ampio panorama sul Basso Sarca, il lago di Ledro (5 km ad ovest) mantiene un interessante museo delle palafitte, la strada del Ponale, antica via che univa Ledro a Riva del Garda è diventata una importante pista ciclabile, le Cascate del Varone (3 km a nord) sono interessanti dal punto di vista geologico e dalla frazione di Pregasina si gode di una particolare veduta sul lago. Sul monte San Martino si trova un sito archeologico databile all'età del bronzo.

## Società

### Evoluzione demografica
Abitanti censiti

### Etnie e minoranze straniere
Al 31 dicembre 2023 la popolazione straniera era di 2.079 persone, pari all'11,79% dei residenti.

## Economia
Nel 1966 vede i natali dell'allora azienda di autotrasporti Arcese; diventata poi leader nel settore trasporti e logistica, solo verso la fine degli anni 2010 trasferirà la sede legale trentina ad Arco.

### Turismo

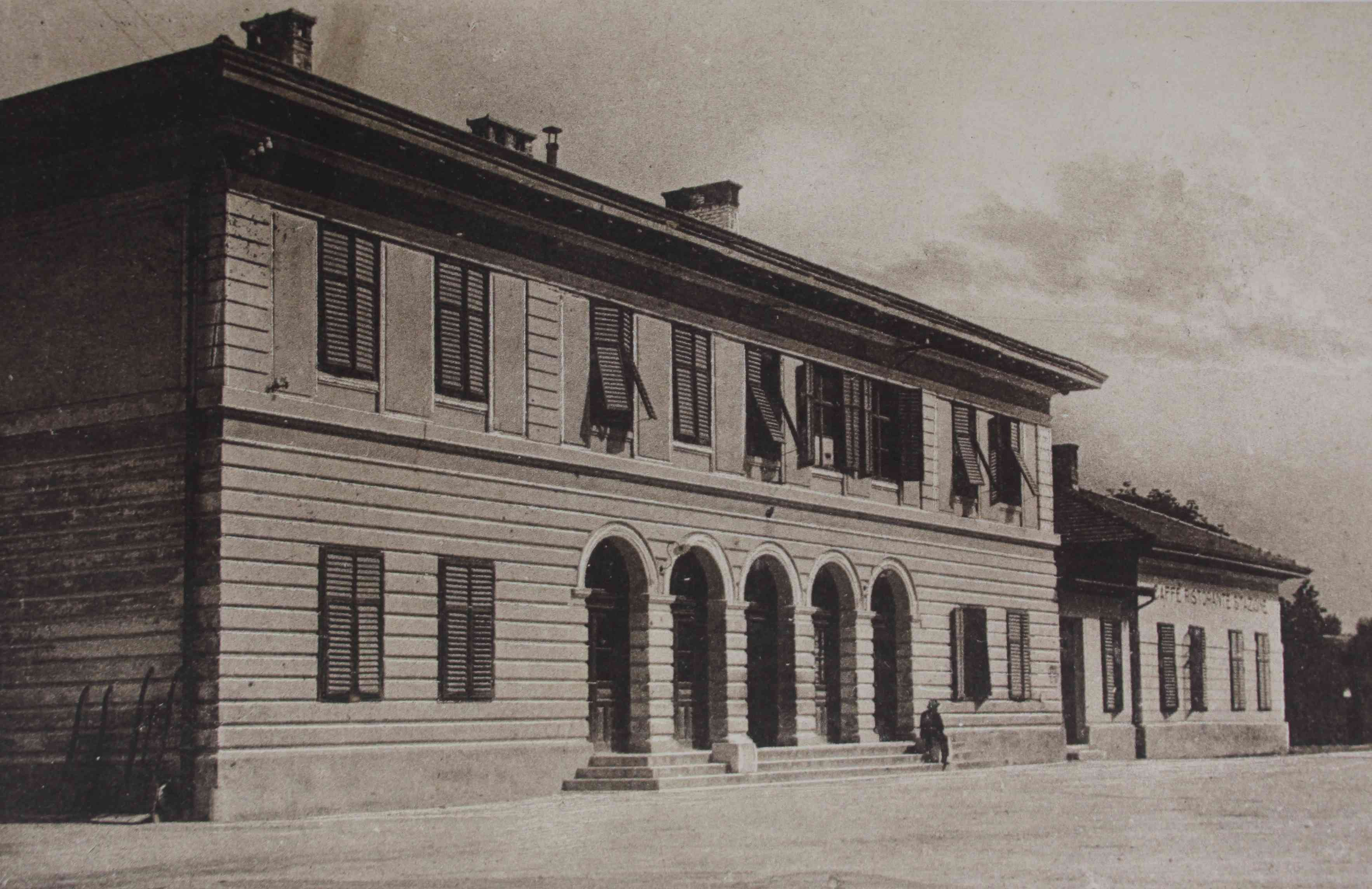
Stazione ferroviaria di Riva del Garda nel 1891. Con la soppressione della linea ferroviaria l'edificio ha subito poche modifiche, diventando la stazione delle autolinee.

Riva a partire dal Rinascimento cominciò a diventare una tappa importante delle escursioni sul lago di Garda, e tra i primi visitatori a frequentare la località forse vi fu anche Andrea Mantegna. Verso il 1824 una società di navigazione lombarda varò un battello a vapore a Desenzano, quando ancora un confine separava il nord ed il sud del lago di Garda, e Riva fu uno degli scali previsti nelle sue crociere lacustri. In seguito, a partire dalla metà circa del XIX secolo, raggiunse un'importanza turistica internazionale, assieme alla vicina Arco, diventando luogo di soggiorno dei visitatori mitteleuropei. Nel 1891 un grande impulso arrivò dall'inaugurazione della nuova ferrovia Mori-Arco-Riva che, pur essendo a scartamento ridotto, univa il nord del lago di garda alla Ferrovia del Brennero, con capolinea nella stazione di Rovereto, inaugurata nel 1859.
Il turismo resta la voce più importante nell'economia locale ma esistono anche attività manifatturiere quali l'industria della carta, l'artigianato e l'industria del trasporto su gomma.

## Cultura

### Istruzione

#### Biblioteche
- Biblioteca civica.[19]

#### Scuole
Riva del Garda vede la presenza nel suo territorio di scuole primarie, secondarie di primo e di secondo grado. Tra le principali scuole secondarie di secondo grado ci sono il liceo Andrea Maffei, fondato come Regio Liceo Classico nell'anno 1927, conserva la biblioteca E.Impera - E. Meroni, l'istituto tecnico Floriani e il CFP alberghiero. È inoltre presente, dal 1970, la sezione staccata di un Conservatorio statale di musica, che rientra nell'alta formazione artistica musicale e coreutica (AFAM), riconosciuta, dal 1999, nel sistema universitario della Repubblica Italiana.

#### Musei
- MAG Museo Alto Garda, che ha una sede nella Rocca di Riva del Garda ed ospita molte attività culturali.

### Eventi
MusicaRivaFestival
MusicaRivafestival è la più importante manifestazione musicale che si svolge in riva al Garda trentino. Nelle edizioni dei primi anni del XXI secolo sono state presenti varie orchestre giovanili (come la Youth Orchestra of the Americas, l'Orchestra Giovanile Luigi Cherubini di Riccardo Muti, la Junge Philharmonie Salzburg) con maestri come Yuri Ahronovitch e Isaac Karabtchevsky. Vengono realizzati eventi come l'omaggio a Puccini, nel 2008.
Tra gli artisti sono arrivati a Riva Yuri Ahronovitch, Aldo Ciccolini, Gloria Gaynor, il Coro dell'Armata Rossa, Paul Simon, Renato Bruson, Plácido Domingo, Gilberto Gil, Giancarlo Menotti, Uri Caine e molti altri. Musicariva ha partecipato all'Esposizione Universale di Shanghai 2010.
Concorso corale internazionale e concorso corale "In...canto sul Garda"
Il Concorso corale internazionale si svolge ogni due anni nella settimana antecedente la Pasqua mentre In...canto sul Garda si svolge nel mese di ottobre, aperto a cori non professionisti che eseguono musica jazz, gospel, moderna e della tradizione. Vi partecipano formazioni provenienti da ogni parte del mondo.
Concorso bandistico "Flicorno d'oro"
Il Flicorno d'oro è un concorso bandistico europeo e internazionale, tradizionale luogo di incontro di formazioni bandistiche, inizialmente tenuto ogni due anni e divenuto annuale dal 2008.
Garda Jazz Festival
Il Garda Jazz Festival è una rassegna di musica Jazz che coinvolge vari centri del trentino gardesano come Nago-Torbole, Arco, Drena, Riva del Garda, Dro e Tenno nato nel 2000. La collaborazione con alcuni locali e pub per la realizzazione dei Jazz Café è divenuta una tradizione e coinvolge musicisti provenienti dal tutto il Nord Italia.
RadioIncontri
I RadioIncontri si sono tenuti ogni anno in tarda primavera. Sono stati un evento in cui le principali emittenti radiofoniche nazionali si ritrovano per incontrare il pubblico e confrontarsi su temi inerenti alla radiofonia. L'evento è stato ideato da Renzo Ceresa e Massimo Cirri.

### Nella cultura di massa
- Jens Peter Jacobsen ambienta un capitolo del suo romanzo Niels Lyhne a Riva del Garda.[26]

- Franz Kafka ambienta un suo racconto a Riva. Vi fa infatti approdare il protagonista, il cacciatore Gracco[27] che, dopo la sua morte e per colpa del nocchiero che avrebbe dovuto traghettarlo nell'aldilà, si ritrova nella mia vecchia, desolata barca errante lungo qualche acqua terrena...Straordinario, disse il sindaco, straordinario. E adesso pensa di rimanere a Riva? Io non penso a nulla disse il cacciatore... Son qui, altro non so, altro non posso fare. La mia barca è senza timone, naviga col vento che soffia laggiù nelle infime regioni della morte.

## Geografia antropica

### Variazioni territoriali
La circoscrizione territoriale ha subito le seguenti modifiche:
- nel 1929 aggregazione di territori del soppresso comune di Nago-Torbole; nel 1955 aggregazione di territori del soppresso comune di Pregasina staccati dal comune di Molina di Ledro (Censimento 1951: pop. res. 100);
- nel 1957 distacco di territori per la ricostituzione del comune di Nago-Torbole (Censimento 1951: pop. res. 1868); nel 1996 distacco di territori aggregati al comune di Tenno (zone disabitate).[28]

## Amministrazione
| Periodo | Periodo   | Primo cittadino   | Partito        | Carica  | Note |
| ------- | --------- | ----------------- | -------------- | ------- | ---- |
| 2003    | 2005      | Paolo Matteotti   | centrosinistra | Sindaco |      |
| 2005    | 2010      | Claudio Molinari  | centrosinistra | Sindaco |      |
| 2010    | 2020      | Adalberto Mosaner | centrosinistra | Sindaco |      |
| 2020    | 2025      | Cristina Santi    | centrodestra   | Sindaco |      |
| 2025    | in carica | Alessio Zanoni    | centrosinistra | Sindaco |      |

### Gemellaggi
- Bensheim, dal 1989[29]

## Sport

### Calcio
Unione Sportiva Benacense 1905 Riva e U.S. Riva del Garda, quest'ultima ha disputato campionati dilettantistici regionali.

### Pallacanestro
G.S. Riva. Ha cessato la sua attività nel 2013, dopo aver giocato per oltre un decennio in serie B nazionale, arrivando ad un passo dalla serie A nei play-off della stagione 1999-2000, oltre ad aver vinto la coppa Italia di categoria nel campionato 2008-2009. La società è stata rifondata nel 2018 ripartendo dalla serie D. Altra società è la A.D. Virtus Basket Alto Garda che milita nel campionato di serie D regionale.

### Pallavolo
Squadra Pallavolo C9 Arco-Riva. 

### Ciclismo
Riva del Garda è stata per alcune volte sede di arrivo delle seguenti tappe del Giro d'Italia:
| Anno | Tappa  | Partenza                            | km  | Vincitore di tappa | Maglia rosa     |
| ---- | ------ | ----------------------------------- | --- | ------------------ | --------------- |
| 1936 | 17ª-1ª | Legnago                             | 139 | Giuseppe Olmo      | Gino Bartali    |
| 1953 | 16ª    | San Pellegrino Terme                | 279 | Fiorenzo Magni     | Hugo Koblet     |
| 1954 | 15ª    | Gardone Riviera (cron. individuale) | 42  | Hugo Koblet        | Carlo Clerici   |
| 1964 | 1ª     | Bolzano                             | 173 | Vittorio Adorni    | Vittorio Adorni |
| 1987 | 17ª    | Canazei                             | 206 | Marco Vitali       | Stephen Roche   |

È stata inoltre sede di partenza delle seguenti tappe del Giro d'Italia:
| Anno | Tappa  | Arrivo               | km    | Vincitore di tappa  | Maglia rosa      |
| ---- | ------ | -------------------- | ----- | ------------------- | ---------------- |
| 1936 | 17ª-2ª | Gardone Riviera      | 100   | Gino Bartali        | Gino Bartali     |
| 1953 | 17ª    | Vicenza              | 166   | Bruno Monti         | Hugo Koblet      |
| 1954 | 16ª    | Abano Terme          | 131   | Rik Van Steenbergen | Carlo Clerici    |
| 1964 | 2ª     | Brescia              | 146   | Michele Dancelli    | Michele Dancelli |
| 1966 | 17ª    | Levico Terme         | 239   | Gianni Motta        | Gianni Motta     |
| 1987 | 18ª    | Trescore Balneario   | 213   | Giuseppe Calcaterra | Stephen Roche    |
| 1992 | 15ª    | Palazzolo sull'Oglio | 171   | François Simon      | Miguel Indurain  |
| 2018 | 17ª    | Iseo                 | 149,5 | Elia Viviani        | Simon Yates      |

### Altro
Sono praticati la vela e il windsurf.
Vi sono molti sentieri adatti alla mountain bike
Presente una società di hockey su prato, l'Hockey Club Riva, con settore maschile e femminile, che è molto attiva sul territorio. Organizza il torneo giovanile Bee Happy! che ogni anno richiama molti sportivi.